# Nahúm Gómez
Nahúm Gómez Del Rosal (19 de enero de 1998, Huejutla de Reyes, Hidalgo) es un futbolista mexicano, juega como mediocampista y su club actual es el Real Estelí de la Liga Primera de Nicaragua.

## Trayectoria

### Pachuca
No debuta nunca oficialmente por Pachuca, pero si disputó bastantes partidos en las fuerzas básicas del mismo equipo mencionado antes. Tal fue su éxito en este lugar, que fue llamado para la selección sub-17 de México, donde participó en el mundial de esta categoría.

### Everton de Viña del Mar
Llega a Everton de Viña del Mar en julio de 2016, para agarrar minutos y poder mejorar. Debuta en la Copa Chile 2016 en el partido de ida frente a Club Deportivo Unión San Felipe. Tras hacer grandes campañas en la categoría sub-19, alterna banca en el primer equipo, ingresando incluso en duelos ante Huachipato y la Universidad de Concepción.

## Clubes
| Club                 | País      | Año           |
| -------------------- | --------- | ------------- |
| Everton              | Chile     | 2016-2017     |
| C. F. Pachuca        | México    | 2017-2019     |
| Tlaxcala F. C.       | México    | 2019-2020     |
| Celaya F. C.         | México    | 2020          |
| Tampico Madero F. C. | México    | 2021-2022     |
| C. A. La Paz         | México    | 2022-2025     |
| Real Estelí F. C.    | Nicaragua | 2025-presente |

### Estadísticas
| Club                              | Div           | Temporada     | Liga  | Liga  | Liga   | Copas nacionales(1) | Copas nacionales(1) | Copas nacionales(1) | Torneos internacionales | Torneos internacionales | Torneos internacionales | Total | Total | Total  | Media goleadora |
| Club                              | Div           | Temporada     | Part. | Goles | Asist. | Part.               | Goles               | Asist.              | Part.                   | Goles                   | Asist.                  | Part. | Goles | Asist. | Media goleadora |
| --------------------------------- | ------------- | ------------- | ----- | ----- | ------ | ------------------- | ------------------- | ------------------- | ----------------------- | ----------------------- | ----------------------- | ----- | ----- | ------ | --------------- |
| Everton · Chile                   |               |               |       |       |        |                     |                     |                     |                         |                         |                         |       |       |        |                 |
| 1.ª                               | A-2016        | 5             | 0     | 0     | 0      | 0                   | 0                   | 0                   | 0                       | 0                       | 5                       | 0     | 0     | 0,0    |                 |
| 1.ª                               | C-2017        | 1             | 0     | 0     | 0      | 0                   | 0                   | 0                   | 0                       | 0                       | 1                       | 0     | 0     | 0,0    |                 |
| Total club                        | Total club    | 6             | 0     | 0     | 0      | 0                   | 0                   | 0                   | 0                       | 0                       | 6                       | 0     | 0     | 0,0    |                 |
| C.F. Pachuca · México             |               |               |       |       |        |                     |                     |                     |                         |                         |                         |       |       |        |                 |
| 1.ª                               | A-2017        | 0             | 0     | 0     | 2      | 0                   | 0                   | 0                   | 0                       | 0                       | 2                       | 0     | 0     | 0,0    |                 |
| 1.ª                               | C-2018        | 0             | 0     | 0     | 1      | 0                   | 0                   | 0                   | 0                       | 0                       | 1                       | 0     | 0     | 0,0    |                 |
| Total club                        | Total club    | 0             | 0     | 0     | 3      | 0                   | 0                   | 0                   | 0                       | 0                       | 3                       | 0     | 0     | 0,0    |                 |
| Total carrera                     | Total carrera | Total carrera | 6     | 0     | 0      | 3                   | 0                   | 0                   | 0                       | 0                       | 0                       | 9     | 0     | 0      | 0,0             |
| (1)Incluye datos de la Copa Chile |               |               |       |       |        |                     |                     |                     |                         |                         |                         |       |       |        |                 |

## Palmarés

### Otros logros
- Subcampeón de la Copa Chile 2016 con el Everton.